# Fénérive Est
Fénérive Est ou Fenoarivo Atsinanana é uma cidade na costa Este de Madagascar.  Ela é a capital da região Analanjirofo.

## Geografia
Fénérive Est é situada na estrada nacional No.5 a 103 kms de Toamasina.

## Economia
A cidade é um dos balnearios mais populares da costa Este de Madagascar.
Ela também é um centro da cultura de cravo-da-índia da ilha.

## Historia
No 17° sieglo a cidade era um porto de corsários. Ratsimilaho, o primeiro rei do povo Betsimisaraka ero o filho dum corsário et de uma princesa local. O tombo dele é sitado na fortaleza Vohimasina na ilha Nosy Hely que pode ser visitado.